# Playboy (Magazin)
Playboy ist ein US-amerikanisches Männermagazin, das primär für erotische Fotografie bzw. Aktfotografie bekannt ist. Daneben enthält es Artikel zu Lifestyle-Themen. Herausgeber der amerikanischen Ausgabe ist das Unternehmen Playboy Enterprises, das von Hugh Hefner (1926–2017) gegründet und später von seiner Tochter Christie Hefner geleitet wurde. Es erscheint mittlerweile jeweils als Lizenzprodukt in der Landessprache und mit eigenen Themen in über 30 Ländern. Seit 2020 gibt es in den USA nur noch eine Online-Ausgabe.

## Geschichte

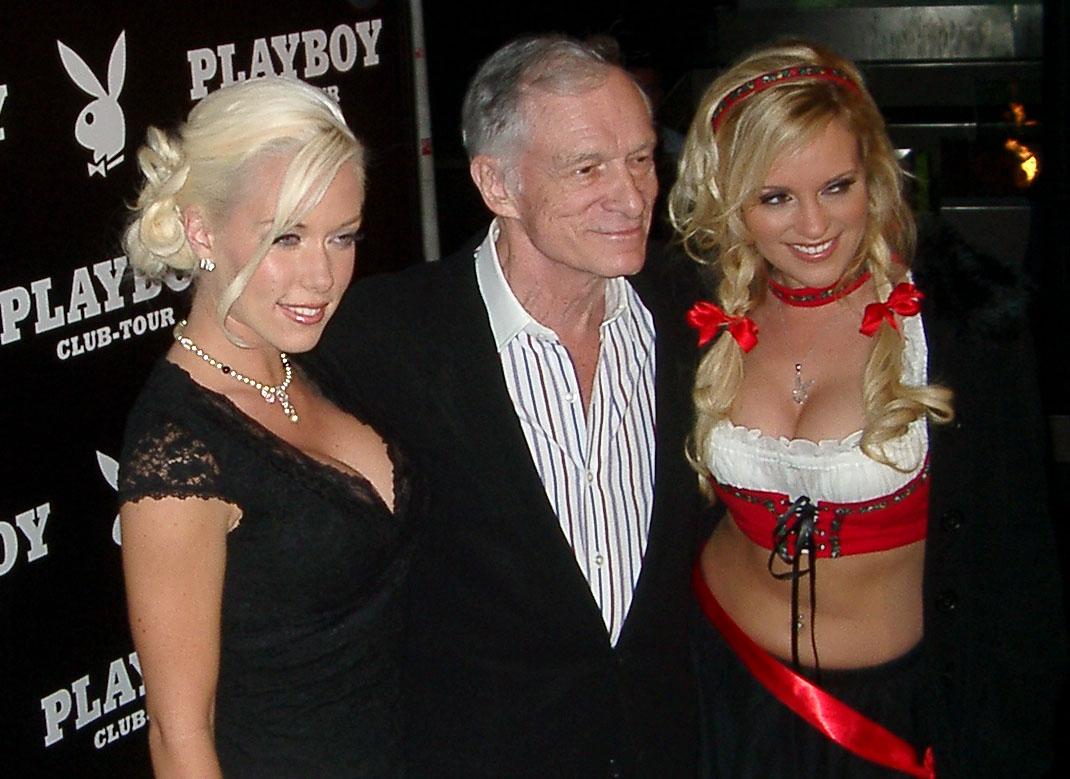
Playboy-Gründer Hugh Hefner mit zwei seiner Freundinnen (v. l. Kendra Wilkinson und Bridget Marquardt) bei seiner Geburtstagsparty in München (2006)

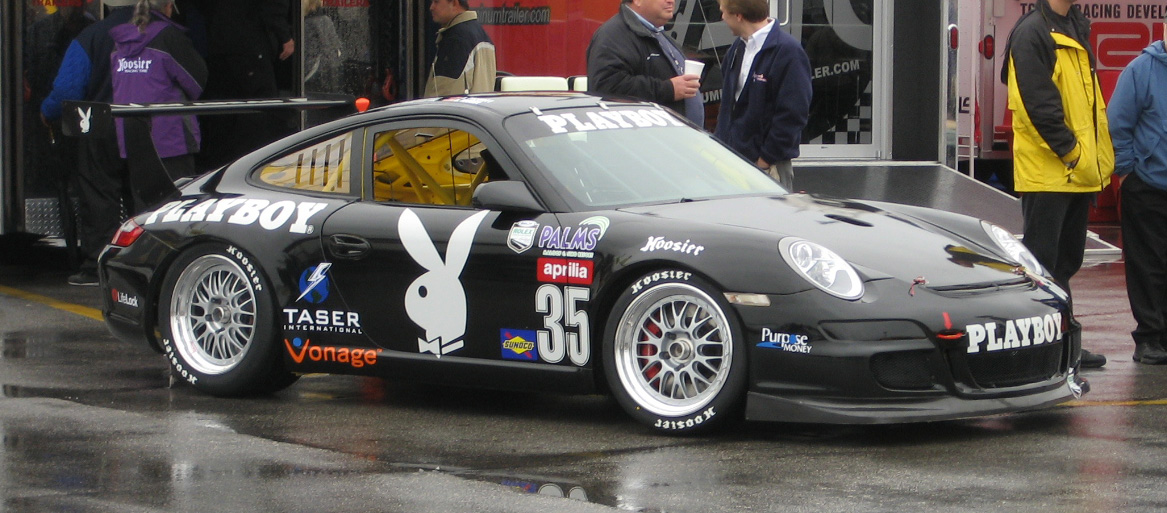
Von Playboy gesponserter Porsche 997 GT3 Cup beim 24-Stunden-Rennen von Daytona (2007)

Die erste Ausgabe erschien im Dezember 1953 in den Vereinigten Staaten. Sie enthielt ein aufklappbares Blatt (Centerfold), auf dem Marilyn Monroe recht freizügig posierte, daneben eine Sherlock-Holmes-Geschichte, einen Artikel über die Dorsey-Brüder (Jimmy und Tommy) und einen Bericht über das Tisch-Design im modernen Büro. Von den 70.000 Exemplaren der Startauflage wurden 54.175 zum Preis von 0,50 US-Dollar verkauft.
Ursprünglich sollte die Zeitschrift Stag Party (etwa: „Junggesellen-Party“) heißen, was aus markenrechtlichen Gründen jedoch nicht möglich war. Ein Freund des Herausgebers Hugh Hefner schlug dann den Namen Playboy vor.
Während seiner Hochphase im Jahr 1975 hatte das Magazin für „alles, was Männern Spaß macht“, in den Vereinigten Staaten eine reguläre Auflage von 5,6 Millionen Exemplaren. Die Ausgabe vom November 1972 hatte sogar eine einmalige Auflage von 7 Millionen Heften. Anfang der 1970er-Jahre begann das Heft mit fremdsprachigen Ausgaben in europäischen Ländern; die ersten erschienen in Deutschland, Italien und Frankreich. Weitere internationale Ausgaben folgten. Der Playboy wird in insgesamt 32 Ländern (Stand: 1. Juli 2012) publiziert, darunter sind neben den USA unter anderem Brasilien, Bulgarien, Kroatien, Frankreich, Deutschland, Griechenland, Ungarn, Mexiko, Niederlande, Polen, Rumänien, Russland, Serbien, Slowakei, Slowenien und Spanien. Für 2012 wurde die Weltauflage mit insgesamt 4,5 Millionen Exemplaren angegeben. Anfang 2015 wurden in den USA 800.000 Exemplare verkauft.
Seit dem 3. April 2008 erscheint das Magazin auch auf den Philippinen. In einigen Ländern Asiens gab es aufgrund der freizügigen Bilder erhebliche Proteste. In China und Malaysia durfte der Playboy nicht verkauft werden. In der philippinischen Variante wurden keine völlig nackten Frauen abgebildet, ein Schwerpunkt wurde auf eine hohe Textqualität gelegt.
Dazu gab und gibt es noch Special Editions, die vorwiegend in den USA erscheinen (z. B. Voluptuous Vixens, College Girls, Book of Lingerie). Heute ist Playboy auch im Internet verbreitet; dort werden Artikel und sonstige multimediale Inhalte veröffentlicht.
Es existiert ein Mitgliedschaftskonto, der sogenannte Cyberclub.
2015 beschloss der Verlag, online keine vollständige Nacktheit mehr zu zeigen. Diese Änderung gilt als Reaktion auf die Richtlinien von Unternehmen wie Facebook und Apple, die als Marketing- oder Vertriebswege wichtig sind und die konservative Einstellungen zu Sexualität und Nacktheit haben. Der Verlag gab an, seine Reichweite habe sich dadurch auf 16 Millionen Unique Monthly Users vervierfacht; der Altersdurchschnitt sei von 47 Jahren auf 30 Jahre gefallen, womit die Nutzer für Werbetreibende eine deutlich wertvollere Zielgruppe geworden seien. Im Oktober 2015 wurde bekannt, dass ab März 2016 auch im Heft keine völlig nackten Frauen mehr abgebildet werden. Laut Verlag sei Nacktheit im Internet überall frei verfügbar und kein Anreiz für den Kauf des Playboys mehr. Man wolle weiterhin schöne Frauen als Playmates durch prominente Fotografen abbilden lassen; sie seien aber in Zukunft jugendfrei und weniger aufwändig retuschiert. Die Entscheidung wurde nach etwa einem Jahr als Fehler eingesehen und rückgängig gemacht; seit der Ausgabe März/April 2017 enthält der Playboy wieder Nacktaufnahmen.
Ab Januar 2017 erschien der Playboy in den USA zweimonatlich und ab Januar 2019 vierteljährlich.
Im März 2020 wurde bekanntgegeben, dass das Magazin in den USA nach der Frühlingsausgabe eingestellt wird. Die COVID-19-Pandemie habe diesen Entschluss beschleunigt.

## Logo
Das Logo Playboy-Bunny, der stilisierte Hasenkopf mit Fliege, wurde 1953 vom Designer Art Paul für die zweite Ausgabe entworfen und war seitdem auf dem Cover jeder US-Ausgabe zu sehen.
Es wurde weltweit bekannt und im Laufe der Jahre mehrfach variiert:

## „Playboy“ in Deutschland

### Geschichte

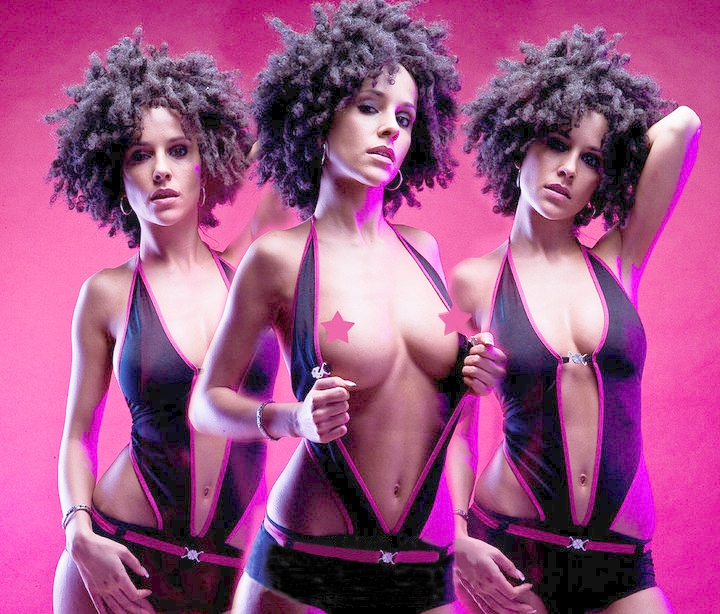
Playmate Jennifer Henschel (2011)

Die erste deutsche Ausgabe des Playboy erschien unter der Regie von Chefredakteur Raimund le Viseur am 1. August 1972. Zu diesem Zeitpunkt hatte die sogenannte „Sexwelle“ Deutschland erreicht. Das erste Playmate des Monats war Claire Rambeau (die aus der US-amerikanischen Ausgabe übernommen worden war, wo sie Playmate of the Month vom Oktober 1971 war), auf dem Cover (aber nicht im Heft) posierte Gaby Heier; das erste deutsche Mädchen mit einer eigenen Fotostrecke war Hildegard Kulbach (1941–2023), ihr Fototermin fand heimlich im Englischen Garten statt.
Bis Dezember 2002 wurde die deutsche Ausgabe des Playboys von der Bauer Verlagsgruppe publiziert und ab Januar 2003 wurde sie von der Playboy Deutschland Publishing GmbH, einer Tochtergesellschaft von Hubert Burda Media, herausgegeben. Zum 1. Dezember 2019 übernahmen Florian Boitin und Myriam Karsch die Zeitschrift im Rahmen eines Management-Buy-outs mit ihrer Kouneli Media GmbH.
Zum 50. Jahrestag des Erscheinens in Deutschland ist eine Jubiläumsausgabe auf den Markt gekommen.

### Auflage
Die deutsche Ausgabe hat in den vergangenen Jahren erheblich an Auflage eingebüßt. Die verkaufte Auflage ist seit 1998 um 69,4 Prozent gesunken. Sie betrug 84.282 Exemplare gemäß IVW 1/2025. Das entspricht einem Rückgang von 191.473 Stück. Der Anteil der Abonnements an der verkauften Auflage liegt bei 51,5 Prozent.
| 1998   | 1999   | 2000   | 2001   | 2002   | 2003   | 2004   | 2005   | 2006   | 2007   | 2008   | 2009   | 2010   | 2011   | 2012   | 2013   | 2014   | 2015   | 2016   | 2017   | 2018   | 2019   | 2020   | 2021   | 2022   | 2023   | 2024   |
| ------ | ------ | ------ | ------ | ------ | ------ | ------ | ------ | ------ | ------ | ------ | ------ | ------ | ------ | ------ | ------ | ------ | ------ | ------ | ------ | ------ | ------ | ------ | ------ | ------ | ------ | ------ |
| 275755 | 205754 | 242106 | 291892 | 161017 | 261581 | 278095 | 317743 | 290631 | 306401 | 281888 | 256866 | 259443 | 269738 | 264381 | 227131 | 219041 | 185839 | 162792 | 150962 | 131631 | 121844 | 105576 | 108812 | 107952 | 108147 | 105321 |

## „Playboy“ in Österreich
Die erste österreichische Playboy-Ausgabe wurde am 15. März 2012 publiziert und ging mit einer Auflage von 60.000 Stück in den Verkauf. Vor Verkaufsbeginn dieser ersten österreichischen Fassung wurden monatlich ungefähr 15.000 Exemplare der deutschen Ausgabe in Österreich vertrieben.
Es handle sich bei der österreichischen Edition ausdrücklich nicht um eine regionale Version des deutschen Playboys. Es existiert ein eigenes, österreichisches Autorenteam, welches auf österreichische Themen setzt.
Das erste Playmate war die zu diesem Zeitpunkt zwanzigjährige Grazerin Anna Repnik.

## Internationale „Playboy“-Ausgaben
Vom Magazin Playboy gibt es aktuell 35 internationale Editionen. Das Erscheinen von acht Editionen wurde inzwischen eingestellt (Georgien, Hongkong, Indonesien, Japan, Norwegen, Schweden, Taiwan, Türkei). Jüngstes Mitglied in der Playboy-Gemeinde ist Israel. Nachdem das Erscheinen der australischen Playboy-Ausgabe im Januar 2000 eingestellt wurde, wird zwischenzeitlich durch den südafrikanischen Lizenznehmer wieder eine eigene australische Ausgabe produziert.
In Südafrika erscheint das Playboy-Magazin sowohl in englischer Sprache als Playboy South Africa als auch in Afrikaans als Playboy Suid Afrika, wobei beide Ausgaben trotz gleichem Herausgeber inhaltlich eigenständig sind. In Singapur wird ein Playboy-Magazin unter dem Namen VIP vertrieben. Es weist alle Merkmale der normalen Playboy-Hefte auf, z. B. gibt es ein Playmate des Monats.
| Land               | Ausgabezeitraum                                  |
| ------------------ | ------------------------------------------------ |
| Argentinien        | 1985 (JUN) – 1995 (DEZ), 2005 (DEZ) – heute      |
| Australien         | 1979 (FEB) – 2000 (JAN), ???? - heute            |
| Brasilien          | 1975 (AUG) – heute                               |
| Bulgarien          | 2002 (APR) – heute                               |
| Deutschland        | 1972 (AUG) – heute                               |
| Estland            | 2007 (OKT) – 2011 (DEZ)                          |
| Frankreich         | 1973 (NOV) – 1988 (APR), 1991 (SEP) – heute      |
| Georgien           | 2007 (JUL) – 2008 (APR)                          |
| Griechenland       | 1985 (APR) – heute                               |
| Hongkong           | 1986 (AUG) – 1993 (OKT)                          |
| Indonesien         | 2006 (APR) – 2007 (JUN), 2008 (SEP)              |
| Israel             | 2013 (MRZ) – 2013 (NOV)                          |
| Italien            | 1972 (NOV) – 2003 (DEZ), 2009 (JAN) – heute      |
| Japan              | 1975 (JUL) – 2009 (JAN)                          |
| Kolumbien          | 2008 (MRZ) – heute                               |
| Kroatien           | 1997 (FEB) – heute                               |
| Lettland           | 2010 (OKT) – 2014 (DEZ)                          |
| Litauen            | 2008 (NOV) – heute                               |
| Nordmazedonien     | 2010 (OKT) – heute                               |
| Mexiko             | 1976 (NOV) – 1998 (FEB), 2002 (NOV) – heute      |
| Mongolei           | 2010 (OKT) – 2015 (JUN)                          |
| Neuseeland         | 2013 (NOV) – heute                               |
| Niederlande        | 1982 (OKT) – heute                               |
| Norwegen           | 1998 (JAN) – 1999 (MAI)                          |
| Österreich         | 2012 (APR) – heute                               |
| Philippinen        | 2008 (APR) – heute                               |
| Polen              | 1992 (DEZ) – 2019 (DEZ)                          |
| Portugal           | 2009 (APR) – 2010 (AUG), 2011 (MAI) – heute      |
| Rumänien           | 1999 (NOV) – heute                               |
| Russland           | 1995 (JUL) – heute                               |
| Schweden           | 1999 (JAN) – 1999 (SEP)                          |
| Serbien            | 2004 (JAN) – heute                               |
| Singapur (VIP)     | 2009 (APR) – 2009 (DEZ), 2011 (MAI) – heute      |
| Slowakei           | 1997 (FEB) – 2003 (APR), 2005 (OKT) – heute      |
| Slowenien          | 2001 (JUN) – heute                               |
| Spanien            | 1978 (NOV) – heute                               |
| Südafrika          | 1993 (DEZ) – 1996 (DEZ), 2011 (APR) – heute      |
| Taiwan             | 1990 (APR) – 2003 (DEZ)                          |
| Thailand           | 2012 (APR) – heute                               |
| Tschechien         | 1991 (MAI) – heute                               |
| Türkei             | 1986 (JAN) – 1995 (JUN)                          |
| Ukraine            | 2005 (SEP) – heute                               |
| Ungarn             | 1989 (DEZ) – 1993 (JUL), 1999 (NOV) – 2019 (DEZ) |
| Vereinigte Staaten | 1953 (DEZ) – 2020                                |
| Venezuela          | 2006 (APR) – 2018 (JAN)                          |

## Ausgaben in Brailleschrift
In den Jahren von 1970 bis 1985 publizierte der Verlag sein Magazin auch in Brailleschrift.

## Online-Shop
Mit dem Online-Shop PlayboyVapor.com startete der Playboy im Januar 2014 ein neues Verkaufskonzept, um die Produkte von Playboy an Endkunden zu verkaufen. Auf PlayboyVapor.com bietet der Playboy Tabak- und Nikotinprodukte an, darunter auch Wasserpfeifen und elektronische Zigaretten. Zu jeder Bestellung werden kostenlose Kondome als Give-away beigelegt. Der Umsatz des ersten offiziellen Webshops von Playboy, PlayboyStore.com, ist seit Jahren auf einem Abstiegskurs.